# Marco Aime
Marco Aime (Torino, 4 novembre 1956) è un antropologo, africanista e scrittore italiano, docente di antropologia culturale presso l'Università di Genova.

## Biografia
Marco Aime ha frequentato l'Istituto tecnico industriale statale "Amedeo Avogadro" di Torino, dove si è diplomato, nel 1975, come perito elettrotecnico. Dal 1977 al 1988 ha lavorato presso la Pirelli a Settimo Torinese, portando avanti, nel contempo, gli studi universitari presso l'Università di Torino. La passione per l'antropologia nasce dai primi viaggi extraeuropei compiuti in quel periodo. Il primo, un trekking tra le montagne dell'Hindukush e del Karakorum (Pakistan) nel 1983 e successivamente, nel 1984 in Mali, viaggio a cui deve la passione per l'Africa e in particolare per il Sahel e le regioni desertiche.
Nel 1988 si laurea in Lettere e Filosofia all'Università di Torino con una tesi di antropologia alpina sulle credenze di magia (le "masche") dei montanari della valle Grana (Cuneo). Subito dopo abbandona la fabbrica e si dedica alla professione di giornalista, scrittore e fotografo freelance, collaborando con testate come La Stampa, Airone, Atlante, Gulliver.
Nel 1992 vince un dottorato di ricerca in Antropologia culturale ed Etnologia presso l'Università di Torino, nell'ambito del quale intraprende una ricerca sul terreno tra i Tangba-Taneka del Benin settentrionale, addottorandosi nel 1996 con Francesco Remotti con una tesi dal titolo "Il mercato e la collina. Il sistema politico dei Tangba (Taneka) del Benin settentrionale. Passato e presente". Nel 1999 entra come ricercatore presso l'Università di Genova, dove insegna antropologia culturale come professore associato dal 2005 al 2018, quando consegue l'ordinariato.
Ha condotto ricerche sul campo in Africa occidentale (Benin, Mali) e sulle Alpi nonché ha compiuto numerosi viaggi in paesi extraeuropei come: Algeria, Libia, Tunisia, Marocco, Mauritania, Senegal, Mali, Burkina Faso, Benin, Togo, Ghana, Etiopia, Tanzania, R.D. del Congo, Botswana, Namibia, Sudafrica, Yemen, India, Nepal, Myanmar, Thailandia, Ecuador. Dal punto di vista teorico, si interessa prevalentemente alle tematiche legate al concetto di identità e al turismo.
Ha partecipato alle edizioni 2007, 2008 e 2015 del Festival della Mente di Sarzana e alle edizioni 2004, 2007, 2009 e 2012 del Festivaletteratura di Mantova. Consulente scientifico del festival Dialoghi di Pistoia, dedicato all'antropologia del contemporaneo, sin dalla sua nascita, nel 2010, ha partecipato a tutte le edizioni e ha scritto due libri e collaborato a 4 volumi per la collana Dialoghi sull'uomo (Utet).
In ambito letterario, ha vinto il Premio Chatwin e il Premio Albatros con il libro di racconti Taxi Brousse.

## Opere
Oltre a numerosi articoli scientifici, ha pubblicato:
- Chalancho, Ome, Masche, Sabaque. Credenze e civiltà provenzale in valle Grana, Centre de Minouranço Prouvençal, Coumboscuro 1992
- Il mercato e la collina. Il sistema politico dei Tangba (Taneka) del Benin settentrionale. Passato e presente, Il Segnalibro 1997
- Le radici nella sabbia: viaggio in Mali e Burkina Faso, EDT 1999; nuova edizione 2013
- Diario dogon, Bollati Boringhieri 2000
- Sapersi muovere. Pastori transumanti di Roaschia, in collaborazione con S. Allovio e P.P. Viazzo, Meltemi Editore 2001
- La casa di nessuno. Mercati in Africa occidentale, Bollati Boringhieri 2002
- Eccessi di culture, Einaudi 2004
- L'incontro mancato, Bollati Boringhieri, 2005, ISBN 88 339 1604 9
- Gli specchi di Gulliver, Bollati Boringhieri 2006
- Il primo libro di antropologia, Einaudi, 2008, ISBN 978 88 06 18920 4
- Timbuctu, Bollati Boringhieri 2008
- (con Emanuele Severino), Il diverso come icona del male, Bollati Boringhieri 2009
- La macchia della razza. Lettera alle vittime della paura e dell'intolleranza, Ponte alle Grazie 2009
- Una bella differenza. Alla scoperta della diversità del mondo, Einaudi 2009
- (con Anna Cossetta), Il dono al tempo di Internet, Einaudi, 2010, ISBN 978 88 06 20130 2
- Gli uccelli della solitudine. Solidarietà, gerarchie e gruppi di età a Timbuctu, Bollati Boringhieri 2010
- Verdi tribù del Nord. La Lega vista da un antropologo, Laterza 2012
- (con Davide Papotti) L'altro e l'altrove. Antropologia, geografia, turismo, Einaudi, 2012, ISBN 978 8806 20505 8
- Cultura, Bollati Boringhieri 2013
- Etnografia del quotidiano, éleuthera 2014
- (con G. Pietropolli Charmet) La fatica di diventare grandi, Einaudi 2014
- Tra i castagni dell'Appennino. Conversazioni con Francesco Guccini, Dialoghi sull'uomo – UTET 2014
- (con Emiliano Visconti) Je so' pazzo. Pop e dialetto nella canzone d'autore italiana, da Jannacci a Pino Daniele, EDT 2014
- Senza sponda. Perché l'Italia non è più un paese di accoglienza, Dialoghi sull'uomo – UTET 2015
- (con G. Barbujani, C. Bartoli, F. Faloppa) Contro il razzismo. Quattro ragionamenti, Einaudi 2016
- Fuori dal tunnel. Viaggio antropologico nella val di Susa, Meltemi 2016
- (con Luca Borzani) Invecchiano solo gli altri, Einaudi 2017
- Il soffio degli antenati. Immagini e proverbi africani, Einaudi 2017
- L'isola del non arrivo. Voci da Lampedusa, Bollati Boringhieri 2018
- Comunità, il Mulino 2019
- Classificare, separare, escludere. Razzismi e identità, Einaudi, Torino 2020
- Pensare altrimenti. L'antropologia in 10 parole, ADD 2020
- Guida minima al cattivismo italiano (con Luca Borzani), èleuthera 2020
- Il mondo che avrete, Virus, Antropocene, Rivoluzione (con Adriano Favole e Francesco Remotti), UTET 2020
- Il grande gioco del Sahel. Dalle carovane del sale ai Boeing della cocaina, (con A. De Georgio), Bollati Boringhieri 2021
- Confini, EGA, Torino (con Davide Papotti), 2023
- La carovana del sultano, Einaudi, Torino, 2023
- Di pietre, di sabbia, di erba, di carta: Un antropologo sul campo, Bollati Boringhieri 2024

### Narrativa
È autore anche di alcune opere di narrativa:
- 1997/2001 - Taxi brousse Stampalternativa,
- 1999/2011 - Fiabe nei barattoli. Nuovi stili di vita spiegati ai bambini, EMI
- 2002 - Le nuvole dell'Atakora, EDT
- 2003 - Nel paese dei re, Nicolodi
- 2005/2016 Sensi di viaggio, Ponte alle Grazie
- 2007 - Gli stranieri portano fortuna, Epoché
- 2008 - Il lato selvatico del tempo, Ponte alle Grazie
- 2011 - Rubare l'erba, Ponte alle Grazie
- 2012 - African graffiti, Stampalternativa
- 2014 - All'Avogadro si cominciava a ottobre, Agenzia X
- 2014 - I piccoli viaggi di Beppe Gulliver, EMI
- 2019 - Gina. Diario di un addio, Ponte alle Grazie